# Història de la meva mort
Història de la meva mort è un film del 2013 scritto, diretto e prodotto da Albert Serra.
La pellicola è fondamentalmente una rivisitazione del mito vampiresco di Dracula, avente per protagonista il celebre avventuriero e seduttore veneziano Giacomo Casanova, trasfigurato appunto in un vampiro immortale le cui vicende si pongono sullo sfondo di un'Europa sconquassata dal passaggio turbolento dall'età moderna dell'Ancien Régime e del razionalismo illuminista a quella contemporanea del romanticismo e dei radicale mutamenti sociali susseguenti la Rivoluzione francese e le guerre napoleoniche (lo stesso titolo del film gioca infatti su quello della celeberrima opera memorialistica del veneziano, Storia della mia vita).

## Riconoscimenti
- 2013 - Festival del cinema di Locarno
  - Pardo d'oro